# Parlament Europeu a Luxemburg

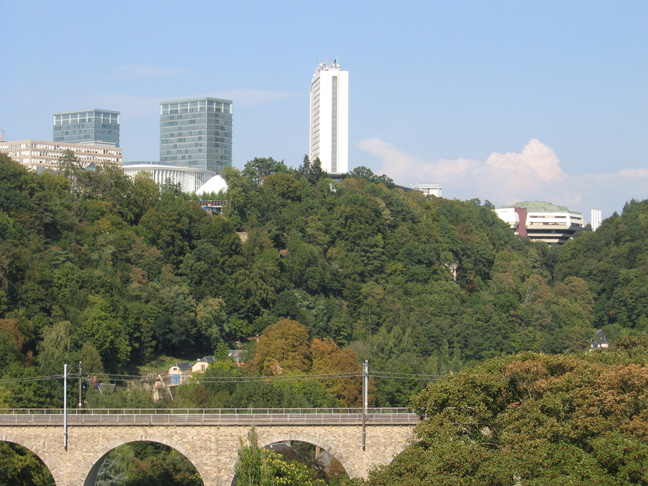
Edificis del Parlament a Kirchberg.

La presència del Parlament Europeu a Luxemburg es compon actualment de la Secretaria General del Parlament Europeu i els seus serveis, encara que el Parlament va celebrar sessions plenàries a la ciutat durant un breu període.

## Història
El 7 de gener de 1958, en ocasió de l'entrada en vigor dels Tractats de la CEE i de la CEEA, els Ministres d'Afers exteriors dels estats membres van acordar agrupar en un mateix lloc el conjunt d'organitzacions europees dels sis països tan aviat com a aquesta concentració fos efectivament realitzable i de conformitat amb les disposicions dels Tractats, i van decidir, entre altres coses, que l'Assemblea Parlamentària (actualment el Parlament Europeu) es reuniria a Estrasburg. Aquest acord provisional sobre l'emplaçament dels llocs de treball de les institucions de les Comunitats es va reiterar el 8 d'abril de 1965 amb la Decisió dels representants dels Governs dels Estats membres relativa a la instal·lació provisional de determinades institucions i determinats serveis de les Comunitats. Això va ser arran del Tractat de Brussel·les de 1965, que va combinar els poders executius de les tres Comunitats en una estructura institucional única. No obstant això, amb els executius fusionats, la Comissió i la majoria dels departaments es van agrupar a Brussel·les, en lloc de Luxemburg. Per a compensar a Luxemburg de la pèrdua, l'acord va concedir a la ciutat el dret a acollir una sèrie d'òrgans, inclosa la Secretaria General de l'Assemblea.
Malgrat l'acord de 1965, la seu del Parlament va ser causa d'enfrontament. En voler estar més prop de les activitats a Brussel·les i Luxemburg, algunes sessions plenàries del Parlament es van dur a terme entre 1967 i 1981 a Luxemburg en lloc d'Estrasburg —contra la voluntat de França— i el 1981 van tornar a celebrar-se les sessions completament a Estrasburg. El desembre del 1992, els governs dels estats membres van arribar a un acord pel qual les sessions plenàries se celebrarien principalment a Estrasburg i una part a Brussel·les.

## Edificis
El Parlament utilitza uns pocs edificis a Luxemburg. La ciutat és la seu de la Secretaria General del Parlament Europeu (que empra a més de 4.000 persones), radicada en la seva majoria al barri de Kirchberg.
Els edificis que s'utilitzen són el Robert Schuman (49° 37′ 05″ N, 6° 08′ 27″ E / 49.618176°N,6.140885°E, i el Konrad Adenauer (49° 37′ 18″ N, 6° 08′ 48″ E / 49.621686°N,6.146743°E) i, més recentment, els dos nous edificis, la Torre A (TOA) i la Torre B (TOB) situats a banda i banda de l'Avinguda John F. Kennedy (49° 37′ 10″ N, 6° 08′ 35″ E / 49.619566°N,6.142956°E).
Alguns serveis estan instal·lats a l'edifici Gold Bell (49° 35′ 14″ N, 6° 06′ 49″ E / 49.587175°N,6.113736°E) al sud de la ciutat. L'antic hemicicle a Luxemburg encara existeix a pesar que el Parlament no ho utilitza des de 1981 (actualment és la seu del Tribunal de l'AELC).